# Amtsgericht Bersenbrück

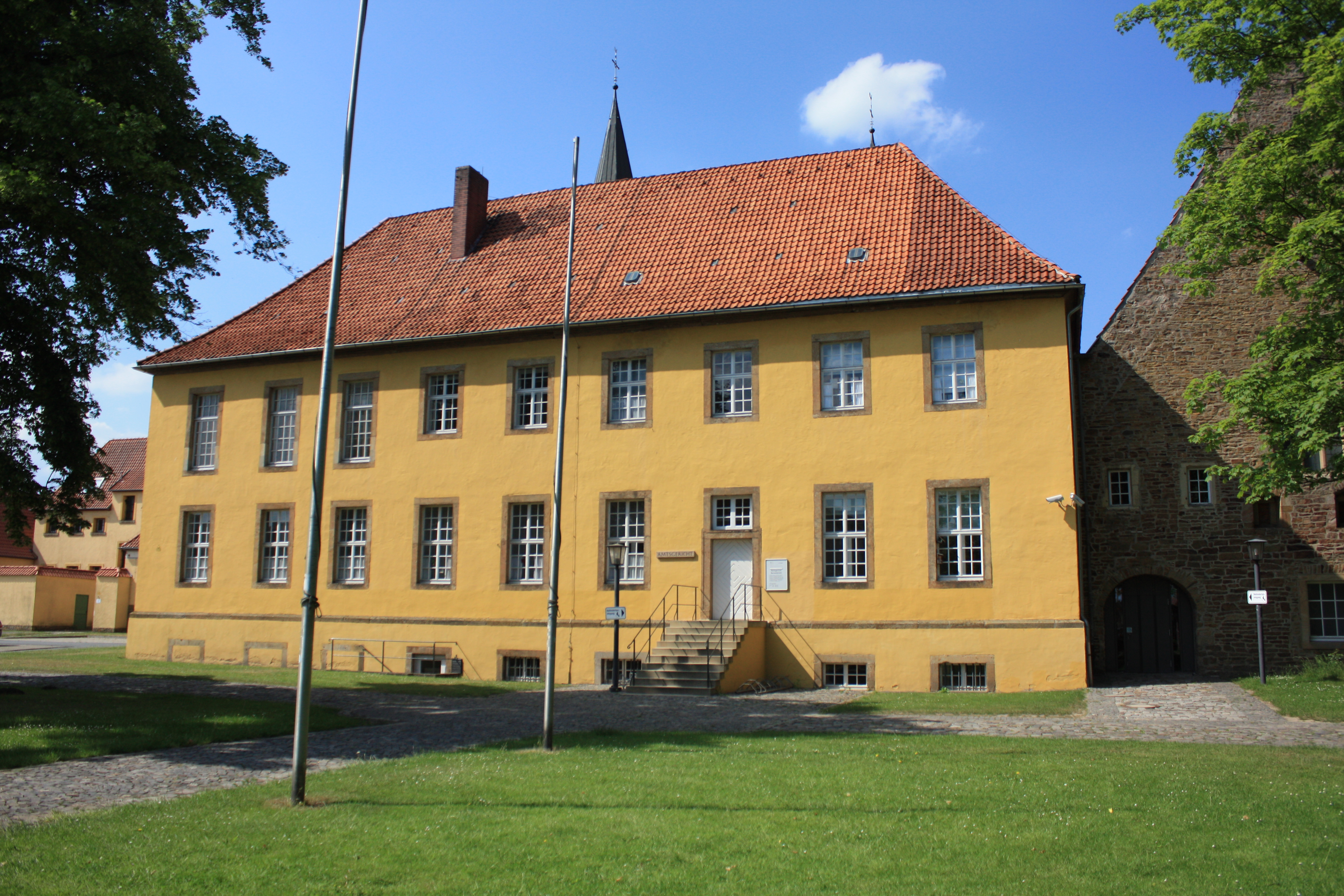
Sitz des Amtsgerichts im ehemaligen Kloster St. Marien in Bersenbrück

Das Amtsgericht Bersenbrück  ist ein Gericht der ordentlichen Gerichtsbarkeit und eines von sieben Amtsgerichten im Bezirk des Landgerichts Osnabrück.

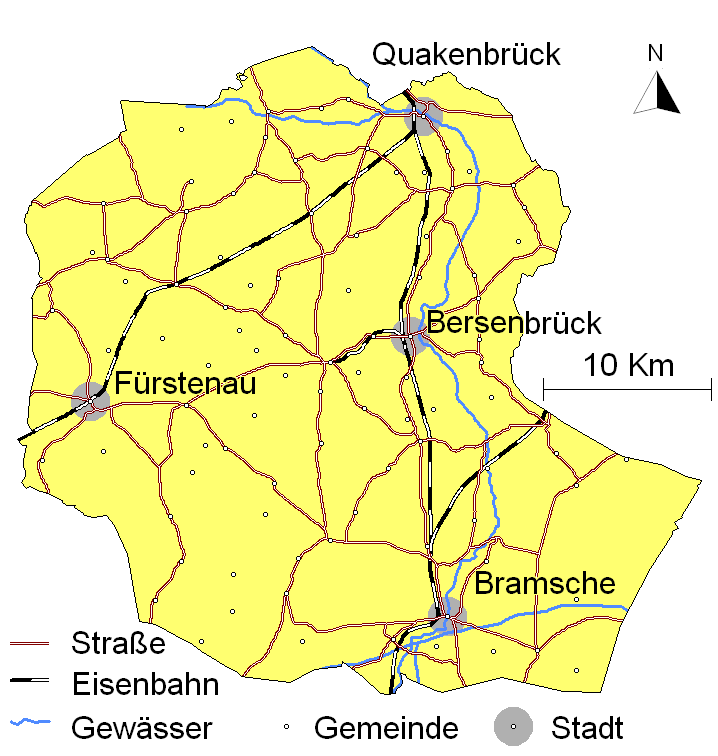
Der Amtsgerichtsbezirk Bersenbrück entspricht dem ehemaligen Landkreis.

Sitz des Gerichts ist Bersenbrück in Niedersachsen. Der Gerichtsbezirk umfasst seit 1972/73 das Gebiet des im gleichen Zeitraum aufgelösten Landkreises Bersenbrück. Seinerzeit wurden die Amtsgerichte Bramsche, Fürstenau und Quakenbrück dem Amtsgericht Bersenbrück zugeordnet. Dem Amtsgericht Bersenbrück ist das Landgericht Osnabrück übergeordnet. Zuständiges Oberlandesgericht ist das Oberlandesgericht Oldenburg.
Das Gericht hat seinen Sitz im Äbtissinnenflügel des 1231 gegründeten Zisterzienserinnenkloster St. Marien, das im Jahre 1787 aufgelöst wurde. Es wurde am 1. Oktober 1852 im Zuge von im damaligen Königreich Hannover in Kraft tretenden Justizorganisationsgesetze als eines von 168 neuen Amtsgerichten gegründet und dem Obergericht Osnabrück untergeordnet. Hinter den Gesetzen stand die Idee der Unabhängigkeit der Rechtsprechung.